# Stenoporpia excelsaria
Stenoporpia excelsaria är en fjärilsart som beskrevs av John Kern Strecker 1899. Stenoporpia excelsaria ingår i släktet Stenoporpia och familjen mätare. Inga underarter finns listade i Catalogue of Life.